# École nationale du génie rural, des eaux et des forêts

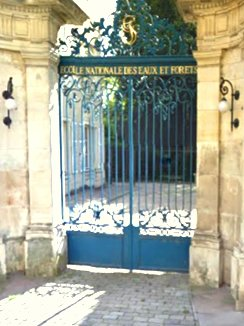
Portail de l'ENGREF au 14 rue Girardet à Nancy

L'École nationale du génie rural, des eaux et des forêts (ENGREF), jusqu'en 2020 école interne d'AgroParisTech, formait en France les ingénieurs forestiers (SIF) et les ingénieurs des ponts, des eaux et des forêts (IPEF), cadres techniques supérieurs de son ministère de tutelle, le ministère de l'Agriculture. Au sein d'AgroParisTech, elle prenait en charge des formations de niveau post-master (hors doctorat). Les sites d'enseignement et de recherche étaient localisés à Paris, Nancy, Montpellier, Clermont-Ferrand et Kourou.

## Histoire
L'École nationale du génie rural, des eaux et des forêts a été un établissement né en 1965 de la fusion de deux écoles plus anciennes :
- l'École nationale des eaux et forêts, créée à Nancy en 1824 sous la dénomination d’École royale forestière, devenue École impériale forestière en 1853, École nationale forestière en 1873, et enfin École nationale des eaux et forêts en 1898[1] ;
- l'École nationale du génie rural, fondée à Paris en 1919[2].

Puis dès 1990, elle dispensait la formation des ingénieurs forestiers (FIF), autrefois sous la responsabilité de l'École nationale des ingénieurs des travaux des eaux et des forêts.
Établissement public distinct jusqu'en 2006, l'ENGREF a fait partie de l'Institut des sciences et industries du vivant et de l'environnement (AgroParisTech), en tant qu'école interne. Elle disposait d'un conseil propre chargé d'examiner les questions propres à l'école interne. Son directeur était jusqu'en 2015 adjoint à celui d'AgroParisTech. 
Les mentions de l'ENGREF dans le décret de création d'AgroParisTech ont été supprimées par décret en 2020, marquant ainsi la disparition juridique de l'ENGREF.

## Enseignement avant la disparition en 2020

### Formation des IPEF
La formation des ingénieurs des ponts, des eaux et des forêts (IPEF) est assurée conjointement par l'ENGREF et l'École des Ponts ParisTech (ENPC). Il s'agit d'une formation post-master d'un an, adossée au Mastère spécialisé PAPDD (voir plus bas), qui a pour vocation de préparer les ingénieurs-élève à leur première prise de poste,. En particulier, le tronc commun de la haute fonction publique est intégré tout au long de cette année de formation. 
Les ingénieurs-élèves sont principalement recrutés sur classement de sortie de l'École polytechnique et par concours externes ouverts aux élèves d'AgroParisTech, des Écoles normales supérieures (ENS) ou d'autres grandes écoles d'ingénieurs (Ponts, Mines, Télécom, Supaéro...). Suivent également cette formation les fonctionnaires recrutés par concours interne. 
Pour les élèves issus de l'École polytechnique et des ENS, la formation est de deux ans : une première année de formation complémentaire à AgroParisTech, l'École des Ponts ParisTech ou dans un autre établissement en vue de l'obtention d'un diplôme de niveau Master, suivie d'une deuxième année la plupart du temps au sein du Mastère spécialisé PAPDD. Les élèves issus des autres voies de recrutement n'ont qu'une seule année de formation. 

### Formation des ingénieurs forestiers
La formation des ingénieurs forestiers (FIF) était une formation en 3 ans d'ingénieurs spécialisés dans le domaine de la forêt, du bois et des milieux naturels. Basée à Nancy, ses élèves étaient principalement recrutés après 2 ans de classes préparatoires BCPST. La FIF a pris la suite de l'ENITEF et a fonctionné de 1990 à 2010. 
Depuis la rentrée de 2010, tous les élèves-ingénieurs suivent le parcours d'ingénieur AgroParisTech, qui propose une spécialisation forestière. Ce cursus a succédé à la FIF. Ainsi de  2012 à 2018, plus aucun diplôme « d'ingénieurs forestiers » n'a été délivré en France. 
Devant cette lacune et pour donner plus de lisibilité à la formation spécialisée en matière forestière, AgroParisTech annonce en mai 2018 la création d'un diplôme en « sciences et ingénierie forestières » (SIF). La première promotion du SIF s’inscrit à la rentrée 2018. Ils sont au nombre de 36 et sortent diplômés en décembre 2019.

### Mastères spécialisés
L'ENGREF propose des mastères spécialisés, formations de niveau post-master, labellisées par la Conférence des Grandes Écoles, accueillant des auditeurs de statut étudiant ou stagiaire de la formation continue :
- ACTERRA – Action publique pour le développement durable des territoires et de l'agriculture ;
- ALISéE – Management des risques sanitaires, alimentaires et environnementaux ;
- FNS-MI – Forêt, nature et société – Management international ;
- gestion de l’eau ;
- IPCI – Ingénierie de produits à l'interface Cuisine - Industrie ;
- Masternova – Management de l’innovation technologique dans les agro-activités et les bio-industries ;
- PAPDD – Politiques et action publique pour le développement durable, co-accrédité avec l'École des Ponts ParisTech. Formation de référence pour les ingénieurs-élèves des Ponts, des Eaux et des Forêts ;
- PPSE – Politiques publiques et stratégies pour l'environnement ;
- SILAT – Systèmes d’informations localisées pour l’aménagement des territoires ;
- l'international Executive MS Water for all - Eau pour Tous (OpT), qui s'adresse aux cadres des services d'eau et d'assainissement des pays en Développement ;
- et, co-accrédité avec l'École des Mines ParisTech, Ingénierie et gestion de l’environnement.

### Formation continue
La formation continue d’AgroParisTech propose des formations répondant aux besoins de renouvellement, de diversification et de développement des compétences professionnelles.
L’offre de formation est destinée aux ingénieurs et aux cadres impliqués dans la gestion durable et la préservation des espaces, des milieux et des ressources naturelles, le développement économique et l’aménagement durables des territoires, la mise en valeur agricole et forestière, l’alimentation et l’agro-industrie, les risques naturels et environnementaux…

## Directeurs de l'ENGREF
- Maurice Rossin : 1965-1973
- François Blaizot : 1973-1974
- Gabriel Ganteil : 1974-1981
- Denis Badré : 1981-1986
- Jean-Pierre Troy : 1986-1992
- Denis Ballay : 1992-2000
- Cyrille Van Effenterre : 2000-2007
- Laurent Rosso : 2007-2015